# Харитонов, Дмитрий Евстратьевич
Дми́трий Евстра́тьевич Харито́нов (9 февраля 1896, Екатеринбург — 9 августа 1970, Пермь) — русский, советский арахнолог, основатель арахнологической школы Пермского университета, проректор (1935—1938, 1941—1943) Пермского университета, директор Пермского БИО НИИ, ЕНИ ПГУ (1939—1941, 1945—1948).

## Биография
В 1916 году поступил на естественное отделение физико-математического факультета Пермского университета, окончил в 1924 году и был утверждён научным сотрудником, затем ассистентом кафедры зоологии беспозвоночных.
С 1928 года начал вести самостоятельные курсы зоологии, ветеринарной паразитологии и энтомологии на ветеринарном и сельскохозяйственных факультетах.
С 1929 по 1932 годы работал заведующим, затем директором Камской биологической станции.
С 1932 года назначен и. о. профессора и заведующим кафедрой энтомологии Пермского университета.
В 1933 году утверждён в звании профессора, а в 1935 году в учёной степени кандидата без защиты диссертации.
С 25 августа 1935 по 1938 — проректор по научно-учебной работе Пермского университета. Ректором М. И. Прохоровой (1937—1940) охарактеризован как «доброжелательный и порядочный человек».
В 1939—1941 — директор Пермского биологического научно-исследовательского института.
С 21 июля 1941 — временно исполняющий обязанности проректора проректор Пермского университета. С 1 сентября 1942 (по 1943 год) — проректор Пермского университета.
С 1945 по 1948 — директор Естественно-научного института при Пермском университете.
C 1945 по 1956 — заведующий кафедрой зоологии беспозвоночных (до выхода на пенсию).

## Научная работа
Профессор Д. Е. Харитонов — основатель и создатель пермской школы арахнологов.
Собрал уникальную коллекцию пауков, обитающих на территории нашей страны, послужившую основой написания многочисленных научных работ и монографий «Каталог русских пауков», «Дополнение к каталогу русских пауков» и др. Впервые обратил внимание экологов на пауков как регуляторов численности вредных насекомых в естественных биоценозах.
Зная несколько иностранных языков, вел обширную переписку со специалистами-пауковедами многих стран Европы, Америки, Азии, Африки и благодаря этому собрал уникальную арахнологическую библиотеку, насчитывающую более 2,5 тысяч работ.

## Избранные труды
- Харитонов Д. Е. [Kharitonov/Charitonov D.E.] 1932. Каталог русских пауков [Katalog der russischen Spinnen/ Catalogue of Russian spiders]. Л.: изд-во АН СССР. 206 с. [bilingual, in Russian and German]
- Харитонов Д. Е. [Kharitonov D.E.] 1936а. Дополнение к каталогу русских пауков [An addition to the catalogue of Russian spiders] // Уч. зап. Пермск. ун-та. Т.2. Вып.1. С.167—225 [in Russian, with German summary].
- Харитонов Д. Е. [Kharitonov D.E.] 1946а. Новые формы пауков фауны СССР [New forms of spiders of the USSR fauna] // Изв. Ест.-науч. ин-та Молотовск. гос. ун-та. Т.12. Вып.3. С.19-32 + 2 табл. [in Russian, with English summary]
- Харитонов Д. Е. [Kharitonov D.E.] 1969. Материалы к фауне пауков СССР [Materials to the USSR spider fauna] // Уч. зап. Пермск. ун-та. Вып.179. C.59—133.

Полный список работ Д. Е. Харитонова см. на сайте Пермского университета.